# Lemula inaequalicollis
Lemula inaequalicollis là một loài bọ cánh cứng trong họ Cerambycidae.